# Decipha nigrolimbata
Decipha nigrolimbata är en insektsart som först beskrevs av Melichar 1902.  Decipha nigrolimbata ingår i släktet Decipha och familjen Ricaniidae. Inga underarter finns listade i Catalogue of Life.